# Villavieja (Priaranza del Bierzo)

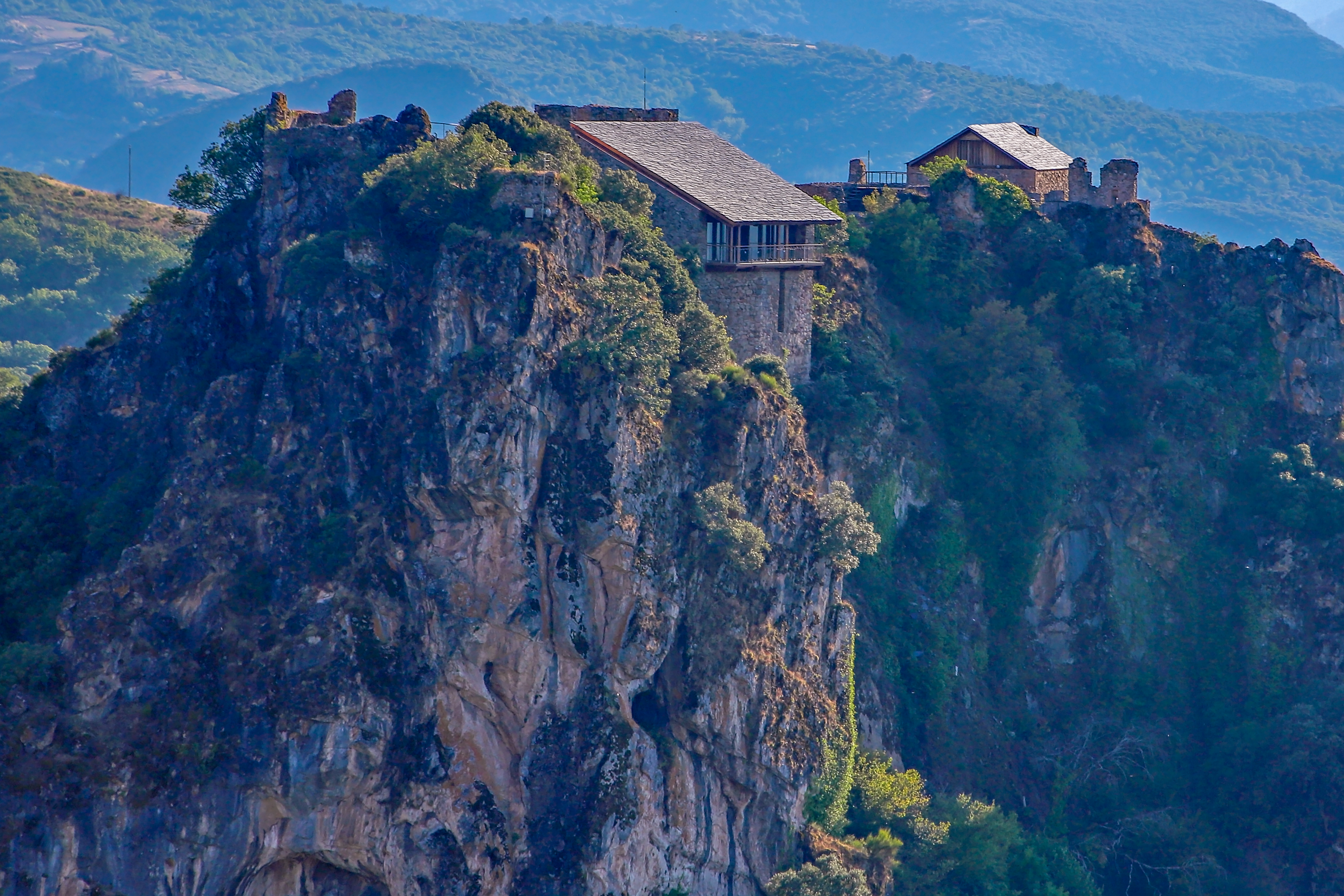
Castillo de Cornatel

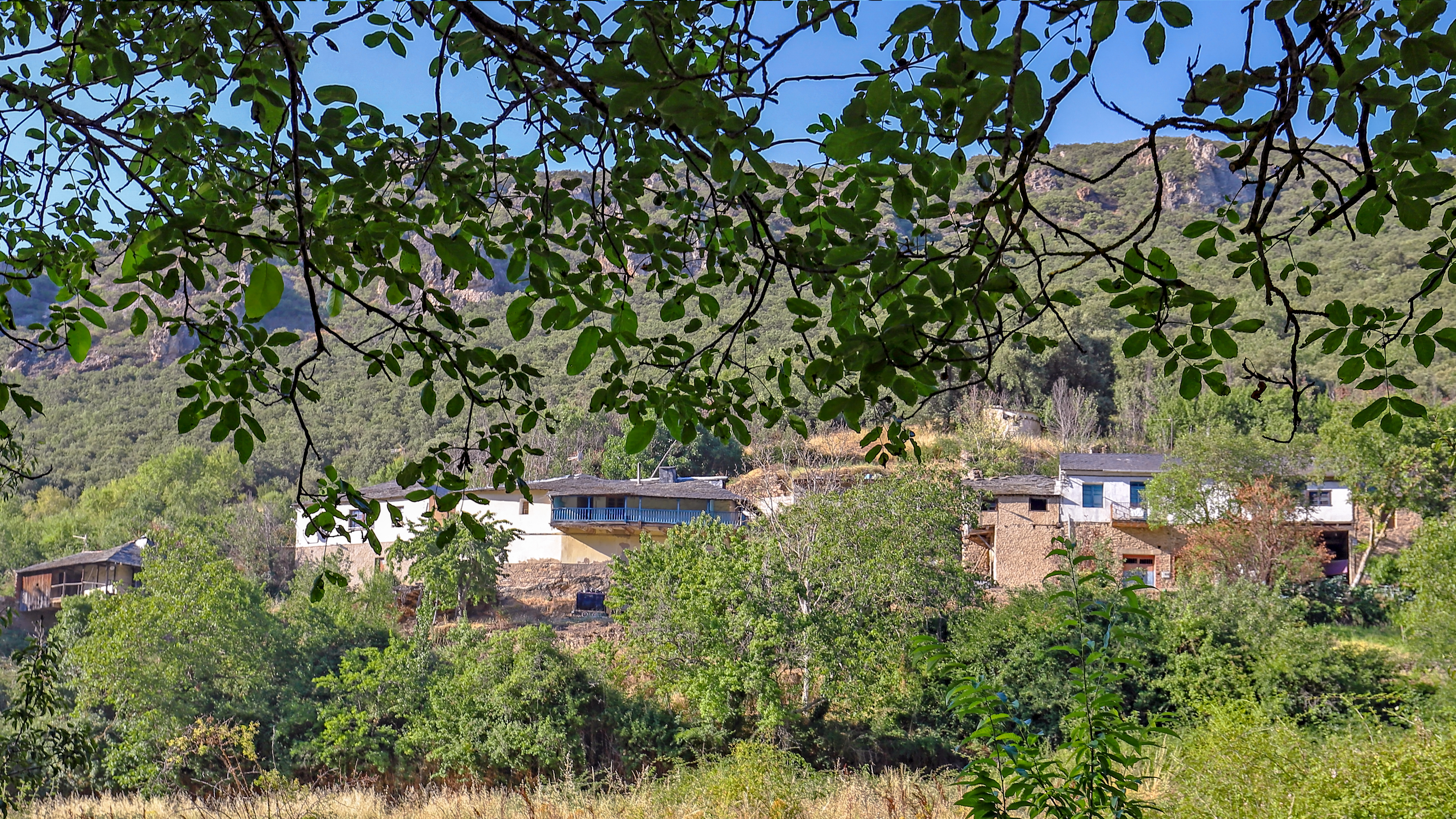
Barrio

Villavieja es una localidad española del municipio de Priaranza del Bierzo, en la provincia de León, comunidad autónoma de Castilla y León. 
La iglesia está dedicada a Santiago el Mayor.

## Localidades limítrofes
Confina con las siguientes localidades:
- Iglesia parroquial de SantiagoAl norte con Santalla del Bierzo.

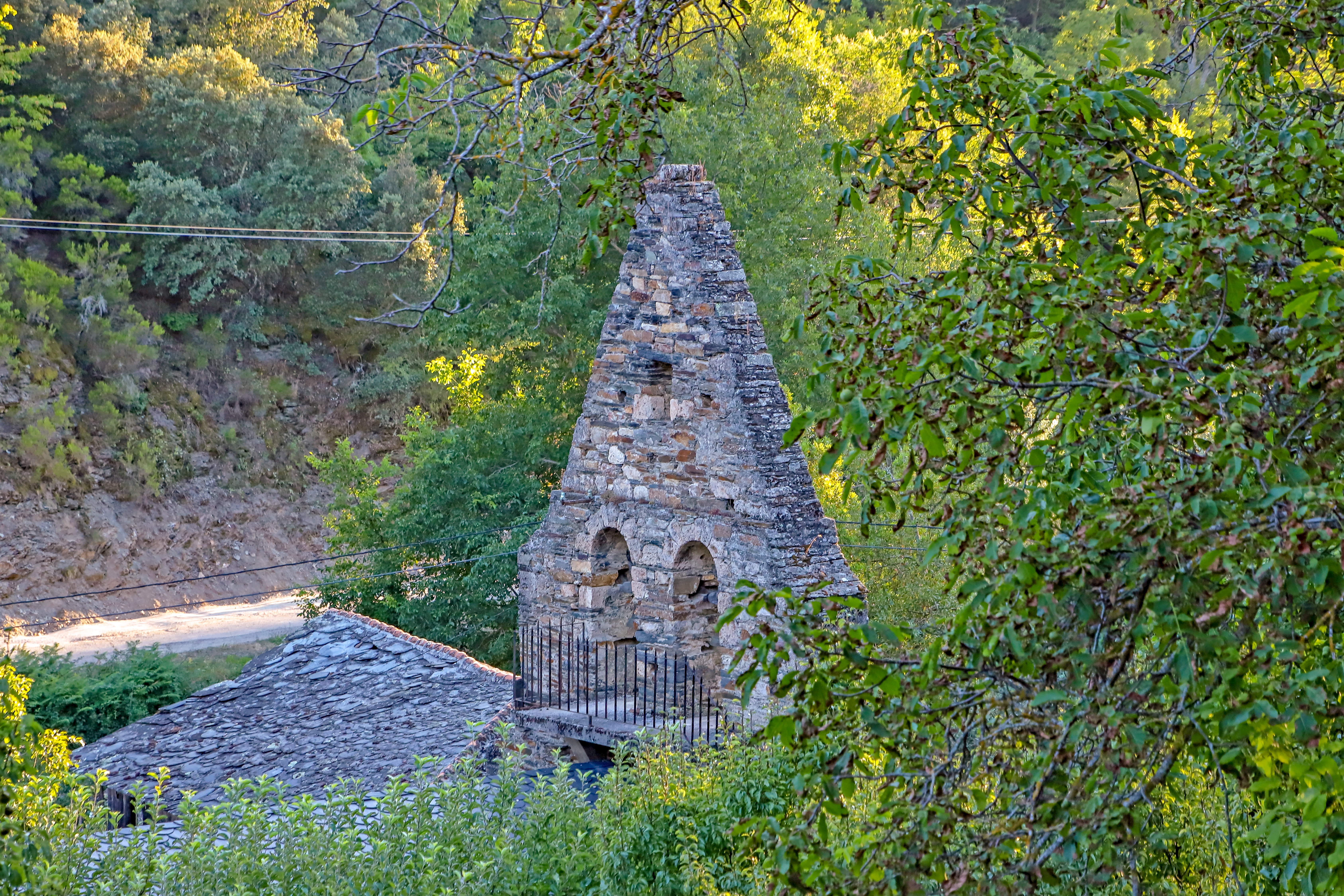
Iglesia parroquial de Santiago

- Al noreste con Priaranza del Bierzo y Rimor.
- Al sureste con Ferradillo.
- Al suroeste con Paradela de Muces.
- Al oeste con Borrenes.
- Al noroeste con San Juan de Paluezas.

## Historia
Así se describe a Villavieja en el tomo XVI del Diccionario geográfico-estadístico-histórico de España y sus posesiones de Ultramar, obra impulsada por Pascual Madoz a mediados del siglo XIX:

Lugar en la provincia de León, partido judicial de Ponferrada, abadía de Villafranca, audiencia territorial y capitanía general de Valladolid, ayuntamiento de Priaranza. Situado en terreno llano; su clima es bastante sano. Tiene 36 casas; escuela de primeras letras; iglesia parroquial (Santiago) matriz de Rioferreiros, servida por un cura de ingreso y presentación de la abadía, y buenas aguas potables. Confina con Ferradillo, Voces, y Chana de Borrenes. El terreno es de mediana calidad. Los caminos son locales. Producciones: granos, legumbres, lino, vino, frutas y pastos; cría ganados y alguna caza. Industria: telares de lienzos del país. Población: 34 vecinos, 140 almas. Contribución: con el ayuntamiento.
Diccionario geográfico-estadístico-histórico de España y sus posesiones de Ultramar

## Demografía
Evolución de la población
| Gráfica de evolución demográfica de Villavieja entre 2000 y 2017   |
|                                                                    |
| Población de derecho (2000-2017) según el padrón municipal del INE |

- Datos: Q52600772
- Multimedia: Villavieja / Q52600772